# 青森県薬剤師会
一般社団法人青森県薬剤師会（いっぱんしゃだんほうじんあおもりけんやくざいしかい 英称 Aomori Pharmaceutical Association）は、青森県の薬剤師を会員とする法人。

## 本部所在地
〒030-0961 青森県青森市浪打1丁目16番17号

## 郡市薬剤師会
- 青森支部
- 弘前支部
- 八戸支部
- 西北五支部
- 上十三支部
- むつ下北支部